# مرموطاوية
المرموطاوية أو سنجاب أرضي (الاسم العلمي: Marmotini) هي قبيلة من الحيوانات تتبع فصيلة السنجابية من رتبة القوارض.

## أجناس
تضم هذه القبيلة الأجناس التالية:
- المرموط (الاسم العلمي: Marmota)
- الهوقل (الاسم العلمي: Spermophilus)
- اليرمول (الاسم العلمي: Ammospermophilus)
- كلب البراري (الاسم العلمي: Cynomys)
- السنجاب الصخري (الاسم العلمي: Sciurotamias)
- الصيدن (الاسم العلمي: Tamias)